# 成東・東金食虫植物群落

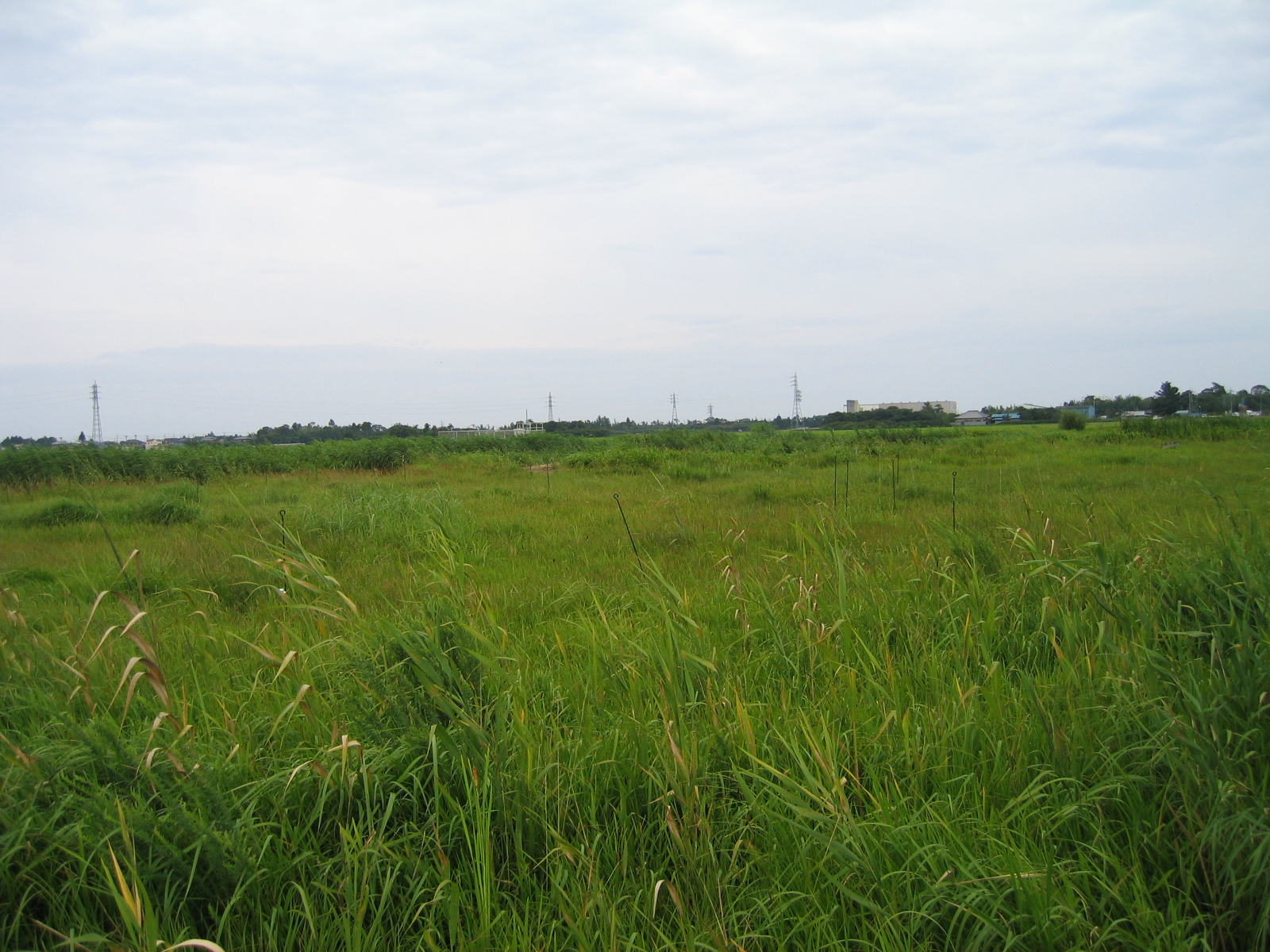
成東・東金食虫植物群落近傍。

成東・東金食虫植物群落（なるとうとうがねしょくちゅうしょくぶつぐんらく、英語表記：Naruto / Togane Area Carnivorous Plant Field）は、千葉県山武市島から同県東金市上武射田にまたがる国の天然記念物に指定された湿原である。
湿原内の群落にはモウセンゴケやミミカキグサなどの食虫植物を中心とした植物が自生している。1920年（大正9年）7月に、前年の1919年（大正8年）に制定された史蹟名勝天然紀念物保存法に基づいて、太東海浜植物群落（現千葉県いすみ市）などを始めとする9件と共に、日本最初の国の天然記念物に指定された。指定基準は「珍奇又は絶滅に瀕した植物の自生地」および「代表的な原野植物群落」として。

## 歴史・沿革

### 天然記念物への指定
同群落に関しては、1904年（明治37年）時点で、『植物学雑誌』第202号収録の「上總成東附近の植物」の中で言及がある。著者の田口勝はその中で
……成東駅に下りて行くこと数十丁なれば成東中学分校の下に……コモウセングサ、ナガバノイシモチソウ、ヒナノカンザシ、……サギソウ等一面に茂生し……是より道を南方に取りて進むこと七八丁なれば武射田の原に到るべし植物は殆ど前者と同一なれど……前に見ざりしモウセングサ、イシモチソウ、ハルリンドウ等を加え、四辺の水田にはタヌキモ、サンカンイ、ミクリ、…… 
と述べており、食虫植物を含む植物の種類の多さについて記している。

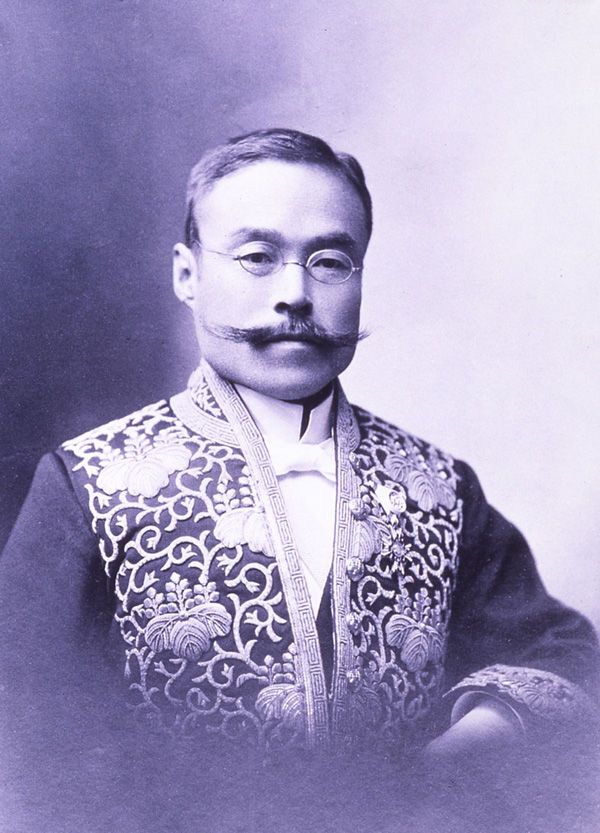
現地調査をたびたび実施した植物学者三好学。

その後植物学者の三好学などによる現地調査を経て、1920年7月17日に、「成東町肉食植物産地」という名称で日本最初の国の天然記念物の内の一つに指定された。指定時の面積は3万8743平方メートル。この指定は当初、盗掘などで指定地を荒らされることを恐れて告示を行わないという変則的な形式で行われたが、群落の存在が知れ渡り不法採集などが相次ぐようになると、天然記念物としての意義を明らかにするためとして1932年（昭和7年）に官報に告示が為され、保護管理の措置も執られるようになった。また、指定の前の1919年11月4日付で内務省の官僚により作成された復命書には、指定予定地は所在する2町村（成東町・現山武市と豊城村・現東金市）の間で利害関係地となっており、住民への啓発が却って指定への反発をもたらす恐れがあるため考慮が必要だと記されていた。
1928年（昭和3年）に三好学により行われた調査報告では、6種類の食虫植物が認められた。また、同様に内務省の嘱託を受けて調査をした園芸学者の石井勇義は、7種の食虫植物の他、ウメバチソウ、トキソウなどの生育も認めている。
一方、1926年（大正15年／昭和元年）に群落を訪れた牧野富太郎は、天然記念物に指定される前までは現地の人々が肥料に供するためとして草取りを行い、食虫植物の群落が保存されてきていたが、指定後群落を柵で囲むなどして群落に触れさせないことにより大型植物が繁り、却って食虫植物が数年のうちに滅尽してしまうとしてこれを警告し、管理方法の見直しを提唱した。

### 縮小と保護活動
| 日付          | 変更           | 面積（m2） |
| ------------- | -------------- | ---------- |
| 1920年7月17日 | 天然記念物指定 | 38743      |
| 1932年5月18日 | 一部指定解除   | 30353      |
| 1956年6月29日 | 一部指定解除   | 15097      |
| 1982年12月7日 | 追加指定       | 16494      |
| 1986年1月9日  | 追加指定       | 17191      |
| 2006年1月26日 | 追加指定       | 31891      |

1932年（昭和7年）5月18日に群落の一部の天然記念物指定が解除され、指定面積は3万353平方メートルに縮小した。それに際して三好学が行った調査・記録では、作田川の改修による乾燥化の結果多くの食虫植物が数を減らしたことが示唆されている。第二次大戦後の1956年（昭和31年）6月29日には更に一部の指定が解除され、群落の面積はこれまでの半分ほどの1万5097平方メートルほどに縮小した。後述の1970年の報告で、指定地域内の耕地化による群落の喪失が示唆されている。
一方、保護へ向けた動きも見られるようになった。第二次大戦後に復員した現地の青年らを含む若者たちにより結成された農業連合「愛土会」は、1950年代以降、町役場と協力して、野焼き、草刈り、柵の設置などの群落の保全活動に参加するようになった。
そして1970年（昭和45年）に、同群落に対する第1期「保護増殖事業」が開始され、1976年（昭和51年）まで行われた。第1期保護増殖事業のきっかけに一つとなったのは地元の高校生による朝日新聞への投書であった。初年の1970年8月13日には、千葉大学の理学博士沼田眞と東京教育大学の市川正巳とにより学術調査が行われ、その中で、第二次大戦中に群落の中央に流路を掘削したり、一部を食糧増産のために耕地化したりしたこと、更に中央流路に下水が流入したことなどが要因となり群落の生態系の維持に危機的な状況をもたらしたことも報告された。翌年の1971年（昭和46年）からは本格的に群落の実態把握調査、大型植物の除去、群落内の表層土の除去、食虫植物の外部移植、播種試験が始まり、その中で1975年（昭和50年）にはコンクリート製の観察路の設置や、愛土会によるススキ株の除去が開始された。
1978年（昭和53年）12月21日に、天然記念物としての名称が現在の「成東・東金食虫植物群落」に変更された。
1985年（昭和60年）5月1日からは、第2期「保護増殖（植生回復）事業」が、沼田眞を団長として、千葉市都市緑化植物園の小滝一夫、日本大学の河野栄一らによって開始された。群落内の食虫植物の保護・増殖、植生回復などに関する調査が1987年度にかけてまで実施され、この結果を受けて1988年度から1990年度までにかけて植物の生育環境の整備事業が営まれると同時に、5年間植生の変動監視事業も小滝によって行われた。一連の調査では水環境の改善に焦点が置かれ、整備事業には地下水位の管理のためのポンプ施設、排給水施設、灌漑施設の設置などが含まれた。
また、同時期の1987年（昭和62年）7月には、有志らにより成東町教育委員会の協力の下、群落内を案内するボランティア団体が結成された。その後団体は1993年（平成5年）3月14日に名称・規約を制定して、同町教育委員会の管理の下、植物の保護や管理の業務に関して必要な活動を行う「成東・東金食虫植物群落を守る会」に再編された。
2000年（平成12年）5月には、第3期の事業となる「国指定天然記念物「成東・東金食虫植物群落保護増殖調査」」が開始され、2002年まで続けられた。この事業では、植物目録と分布の調査、イヌタヌキモを含む貴重種の増殖試験などが試みられた。
2006年（平成18年）1月26日、隣接する国有地1万4700平方メートルが再指定された。再指定された地区は、戦中から戦後にかけての食糧難時代に耕地化され、その後復元への努力が試みられてきた部分であった。

### 現在
現在指定地は柵で防護柵や管理小屋が設置されており、中は敷かれている観察路を通って自由に見学することが出来る。2021年現在、群落を維持するための保護活動が、ヨシ、ススキ、ハンノキ、カモノハシ、そしてセイタカアワダチソウを始めとする競争種の排除、湿性遷移の進行の抑制および栄養塩類の土壌からの除去を目的とした火入れ、表土の剥ぎ取り、河川水の汲み上げによる生育地の水位の維持などを主として、毎年継続されて行われている。

## 特色

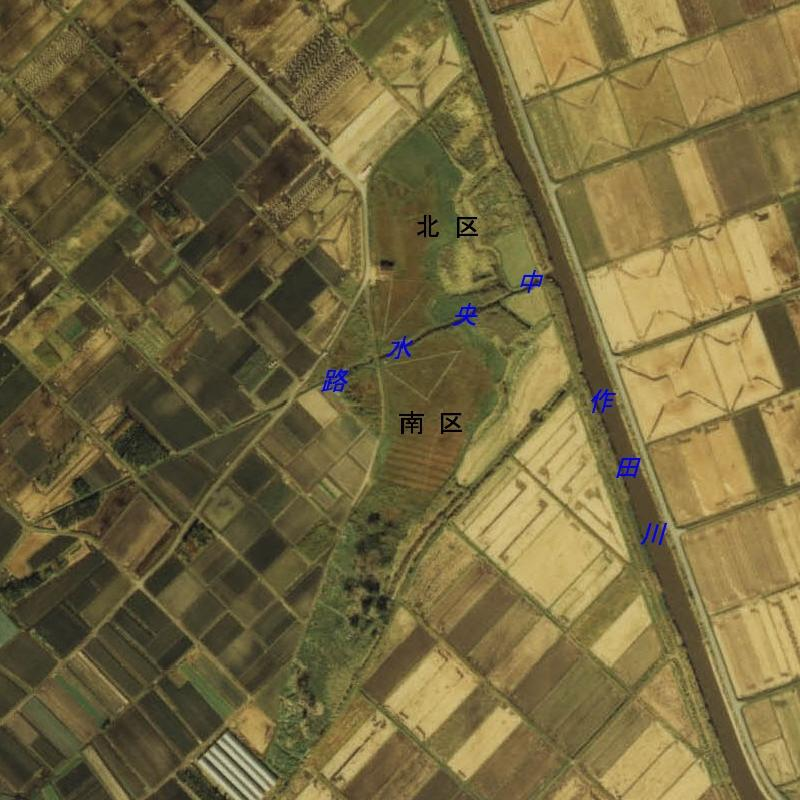
1983年（昭和58年）に群落上空付近から撮影された航空写真。画面右に流れる川は作田川。水路を挟んで北区と南区に分けられている。。

### 地理・地質学的特徴
同群落は、成東駅の南東約2キロメートル、九十九里平野の中央部を流れて太平洋に注ぐ作田川沿いに位置する。2021年（令和3年）時点で指定面積は3万1891.13平方メートル（約3.2ヘクタール）。群落内は標高約4 - 5メートルの低地となっていて、土壌は砂質である。指定地の中央部には水路があり、これを挟んで北側の成東側の方が、南の東金側の方よりも土地が低く、地下水位は高く、湿潤な地域となっており、この特徴は群落内の植生分布などに影響している。
群落が位置する九十九里平野は、海水が退いて形成された砂地の海岸平野であり、泥炭が少なくて栄養にも乏しく、鉱質土壌湿原に分類される。そのため、一般的な植物にとってまだ十分な肥料成分が土壌に含まれていない環境であり、この類の食虫植物の群落が形成されやすくなっている。加えて、人々が作田川の堤防の修復のため砂取場として利用する過程で、表面の栄養ある土を削ぎ剥がしたり、生えている草木の枝葉が、人の手により農地の肥料に供するために日常的に刈り取られて、大きな植物が生育を抑制されたりしたことも、食虫植物を始めとする丈の低い植物の分布の発達・維持に繋がったと考えられている。
春から秋の温暖な季節では、海陸の表面温度の差により、群落内には、日中は南側から海風が、夜間は北側から陸風が吹くようになっている。夏の日中においては、海風が気温上昇を抑制している傾向がある。また、群落内は水位が高く湿潤としている環境にあるため、太陽からの放射エネルギーが水の蒸発や植物の蒸散に使われたり、比熱の大きい水が地表面を温めることを抑制したりするなどして、群落内とその周辺の気温の日較差を小さく保つ役割を担っている。

### 植生
群落内には、モウセンゴケ科のイシモチソウ、ナガバノイシモチソウ、コモウセンゴケ、モウセンゴケ、タヌキモ科のミミカキグサ、ホザキノミミカキグサ、ムラサキミミカキグサ、イヌタヌキモの計8種の食虫植物が現存・生育している。食虫植物以外では、トキソウ、シラン、ノハナショウブ、ミズキボウシ、サギソウ、ヒメハッカなどの植物が生育している他、コケ植物の生育地としても貴重で、同群落の全体は2007年に日本蘚苔類学会によって「日本の貴重なコケの森」に認定されている。群落全体での植物種数は、環境省が作成したレッドデータリストに掲載されている貴重な32種を含み、合計300～450種を数える。
生育している食虫植物はいずれも陽性植物で、生育に十分な光を要し、他の植物によりできる日陰に弱い。植物の観察には、夏の7月から8月ごろまでが概ね適している。

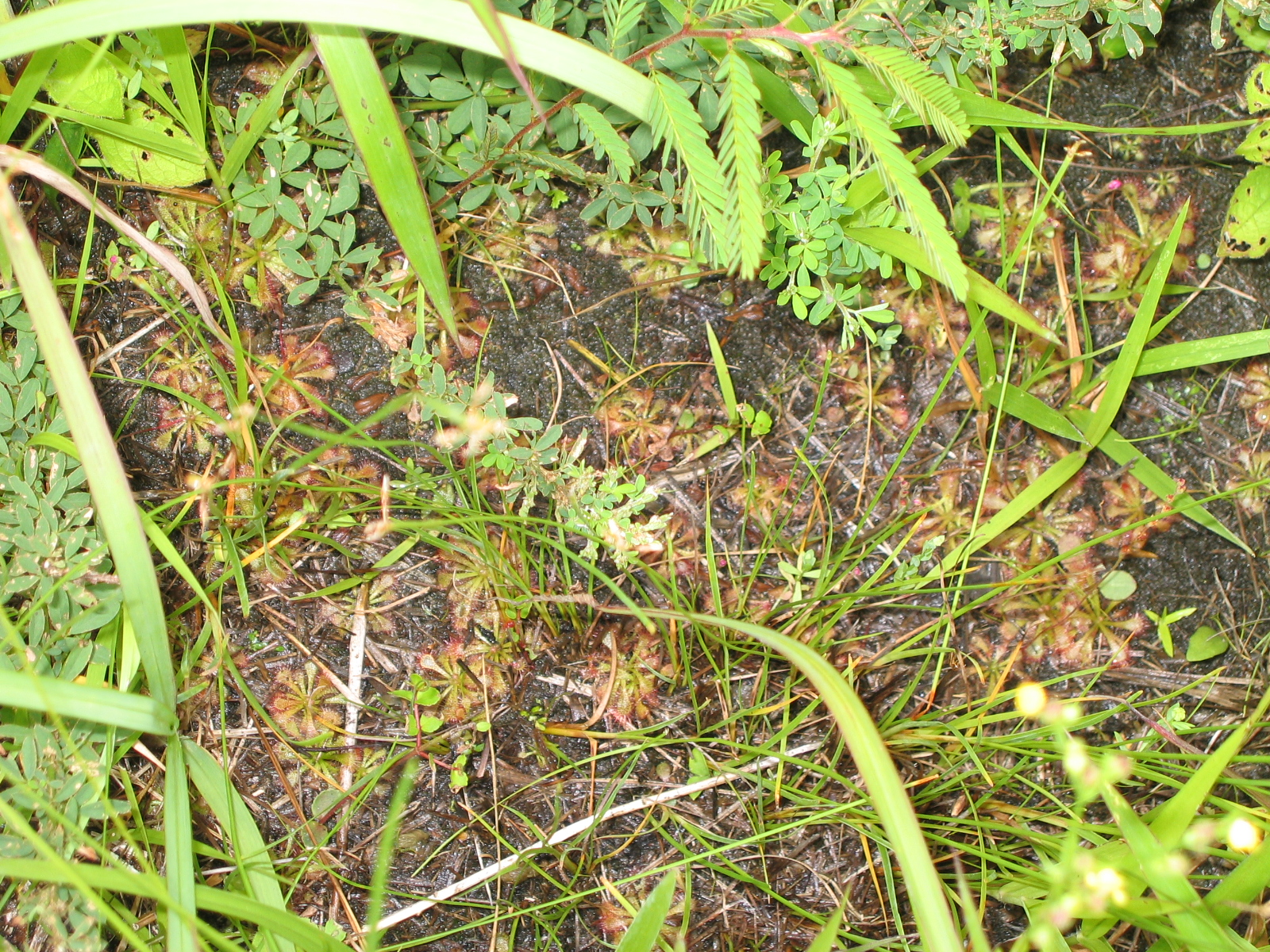
群生するコモウセンゴケ。

モウセンゴケ科の食虫植物
モウセンゴケ科の植物は、捕虫葉が傾性運動をすることで、虫を捕らえる。本群落に生育する4種はいずれもモウセンゴケ属に分類される。これらのなかまは葉にマッチ棒のような形をした腺毛を持ち、成熟した葉は常時先端から粘液を分泌しているが、そこに小動物が付着すると、さらに粘液を補充させると同時に、細胞の伸長と縮小により腺毛と葉を湾曲させ、獲物を包み込み、吸収するという仕組みになっている。
- イシモチソウ（学名：Drosera peltata）

草丈は10～20センチメートルほど。環境省RDB準絶滅危惧（NT）、千葉県RDB最重要保護生物（A）指定。葉に生えている多数の腺毛から出る粘液で小さな虫を捕らえる。また、地下に球状の塊根を持つ。本群落においては、南側の乾燥した区域に見られる。観察に最も適した時期は他よりも早く、5月から6月までにかけて。開花時間帯は午前中。
- シロバナナガバノイシモチソウ（学名：Drosera indica）

草丈は10～20センチメートルほど。環境省RDB絶滅危惧II類（VU）、千葉県RDB最重要保護生物（A）指定。7月から9月までの間に、直径1センチメートルほどの白い花を咲かせる。イシモチソウと同様に葉の腺毛から出る粘液で捕虫を行うが、葉の長さは同種の方が長い。ふつう淡紅色の花をつけ、単にナガバノイシモチソウと呼ばれるのに対し、同群落の種は白色であることから、この名で呼ばれる。地下水位が高い湿潤な場所でしか生息できないため、本群落では北側の区域に多く分布している。
- コモウセンゴケ（学名：Drosera spatulata）

草丈は10～15センチメートルほど。千葉県RDB要保護生物（C）指定。へら形の葉を持ち、そこから生えている紫紅色の腺毛から粘液を分泌して捕虫を行う。ロゼット状に根生しており、本群落においては、南側の乾燥した区域に見られる。夏の6月から9月までの時期に、大きさ8ミリメートルほどの淡紅色の花を咲かせる。
- モウセンゴケ（学名：Drosera rotundifolia）

草丈は5～20センチメートルほどで、コモウセンゴケより全体的に大きい。千葉県RDB要保護生物（C）指定。スプーン状の葉を持ち、そこから生えている腺毛から粘液を分泌して捕虫を行う。6月から7月までにかけての季節の日中昼頃までに、白い5弁の花を咲かせる。
タヌキモ科の食虫植物
タヌキモ科の植物のうち、タヌキモ属の食虫植物は、戸の付いた捕虫嚢に水圧で小動物を吸い込むことによって獲物を捕らえる。捕虫嚢の入り口にある弁の下部に付いている長い感覚毛に小動物が触れると、不意に弁が開き、獲物が水と共に嚢内に吸い込まれるという仕組みになっている。
- ミミカキグサ（学名：Utricularia bifida）

草丈は5～15センチメートルほど。千葉県RDB最重要保護生物（A）指定。細い地下茎を地表近くに巡らせ、小さな捕虫嚢を地中に持つ。地表には長さ数ミリメートルほどの葉を有し、7月から10月にかけて黄色の花を咲かせる。本種を始めとするミミカキグサの仲間は、ナガバノイシモチソウと同じく、地下水位が高い湿潤な場所でしか生息できないため、群落内では北側の区域に分布している。
- ホザキノミミカキグサ（学名：Utricularia caerulea）

草丈は5～20センチメートルほど。千葉県RDB重要保護生物（B）指定。ミミカキグサよりは乾燥に強い。淡紫色の花を、8月から10月までにかけて咲かせる。
- ムラサキミミカキグサ（学名：Utricularia uliginosa）

草丈は5～20センチメートルほど。環境省RDB準絶滅危惧（NT）、千葉県RDB重要保護生物（B）指定。ミミカキグサのなかまの中では大きい3～5ミリメートルほどのへら形の葉を持つ。7月から9月までにかけて、淡紫色の5ミリメートルほどの大きさの花を咲かせる。群落内では標高の低い水たまりに見られ、個体数は非常に少ない。白花種のシロバナミミカキグサも生息している。
- イヌタヌキモ（学名：Utricularia australis）

復元種。水面下に浮遊して生育する。環境省RDB準絶滅危惧（NT）、千葉県RDB重要保護生物（B）指定。細かく分かれた葉の軸に2～5ミリメートルほどの捕虫嚢を有し、そこへ水中を泳ぐミジンコなどの小動物を吸い込んで捕らえる。7月から9月までの時期にかけて、水面上に黄色の大きさ約1.5センチメートルほどの花を咲かせる。
かつてノタヌキモ、ヒメタヌキモなどと共にこの群落に自生していたが、1958年（昭和33年）頃に一時絶滅となった。千葉大学の大賀宣彦の調査報告によれば、絶滅の原因は周辺農地に撒かれた農薬や肥料である可能性が高いとされた。その後、1980年代から90年代にかけて行われた保護事業で復元が試みられ、ついに2000年（平成12年）から2002年（平成14年）にかけて行われた保護増殖事業の間に、人工的に再生することに成功した。
その他の維管束植物
- クロタマガヤツリ（学名：Fuirena ciliaris）

カヤツリグサ科の一年生植物。千葉県RDB絶滅・消息不明生物（X）指定。1950年代以降千葉県内で観察の記録は無かったが、再指定地区で2016年9月に行われた蒔きだし実験にて4株が確認され、翌年の2017年には161株が確認された。その後はまた減少傾向にある。
コケ類
同群落内においては、2000年から2003年（平成15年）にかけて行われた調査により、セン類26種、タイ類10種、ツノゴケ類2種、併せて38種のコケ植物の生育が報告されている。特筆すべき主な種を以下に記す。
- オオカギイトゴケ（学名：Gollania splendens）

ハイゴケ科。環境省RDB絶滅危惧I類（CR+EN）指定。卵形で、葉先が尖ってカギ状に曲がった葉を持っている。1935年以降長らく本群落固有種とされてきたが、2019年に茨城県稲敷市妙岐ノ鼻で生育が確認された。
- モグリゴケ（学名：Lethocolea naruto-toganensis）

チチブイチョウゴケ科。環境省RDB絶滅危惧I類（CR+EN）指定。ハート形で、長さ約1～1.5ミリメートルほどの非常に小さい葉を持っている。本群落固有種であり、群落南側の砂地に埋もれるようなかたちで生えている。
2016年（平成28年）以降、群落周辺部においてノヂシャ、ユウゲショウ、ノハラムラサキ、アレチヌスビトハギなどの帰化植物が認められている。

### 動物など
群落内で行われた動物関連の本格的な調査は、近年では1985年（昭和60年）夏の伊藤敏仁による湿原の昆虫相の調査のみで、これ以降は2021年（令和3年）現在行われていない。この調査はスィーピング法による採集で行われ、57科125種が記録された。
春にはヒバリが飛んでいるところを見られる。初夏には草地にセッカ、ヨシ原にオオヨシキリが繁殖しているところをそれぞれ観察できる他、サギの仲間も見ることが出来る。「成東・東金植物群落を守る会」によれば、意識的に記録を開始した2013年（平成25年）頃から2019年（平成31年）1月までに観察された鳥類は、28科59種までに及ぶという。
2021年に発行された指定百年記念誌の中で、守る会の川邉侃と岩瀬政広は保護管理事業の中で2000年以降に記録された動物の写真をまとめ、157科355種の動物を認めた。内訳は、哺乳類7種、鳥類64種、爬虫類9種、両生類4種、魚類14種、貝類7種、昆虫類231種、クモ類19種である。

## 交通アクセス
所在地
- 千葉県山武市島、同県東金市上武射田[3][4]1874-5他[6]

交通
- 首都圏中央連絡自動車道山武成東インターチェンジから15分[4]
- JR東日本総武本線成東駅から徒歩30分[22]

## ギャラリー

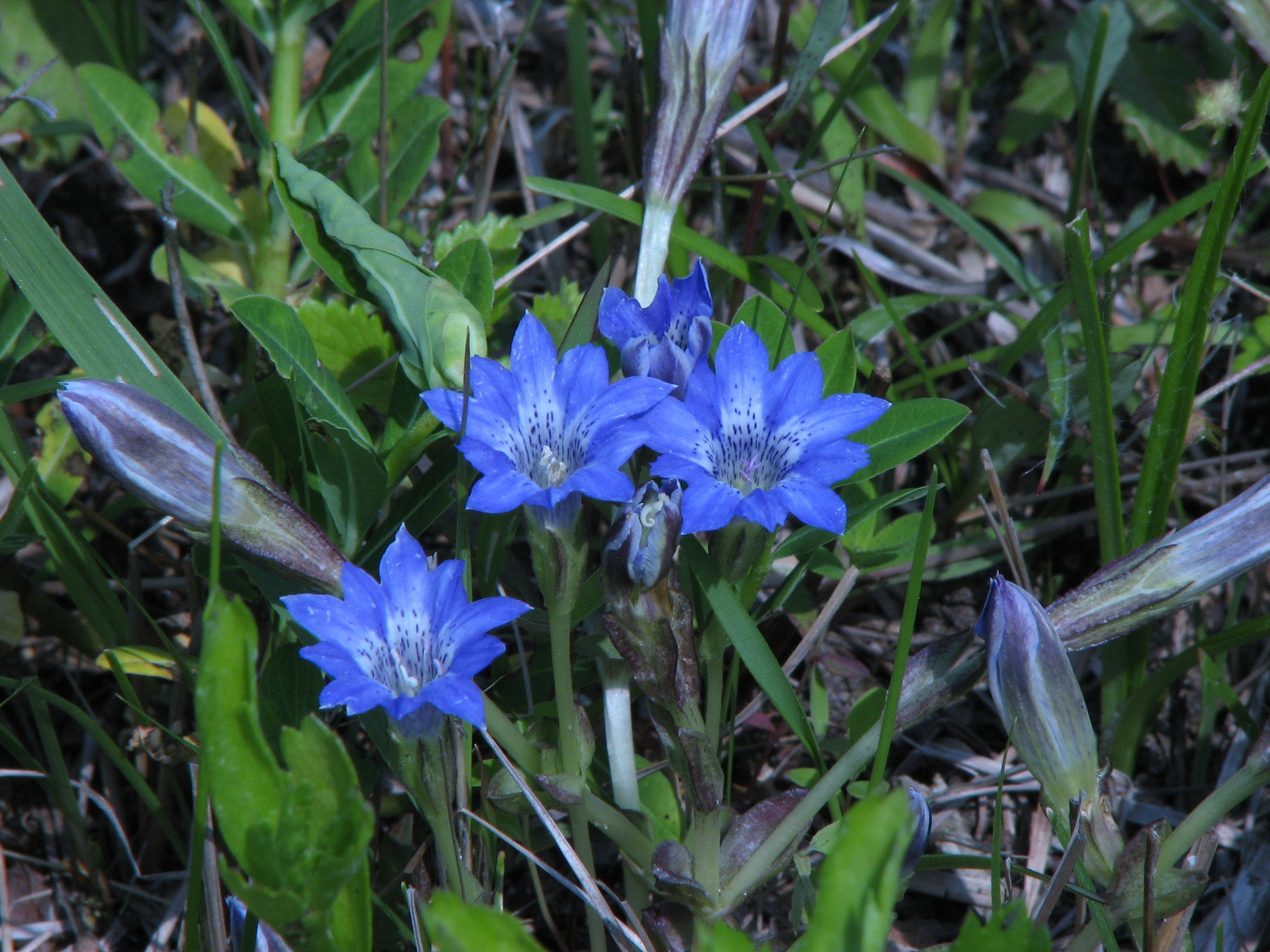
ハルリンドウ（4月 - 5月）
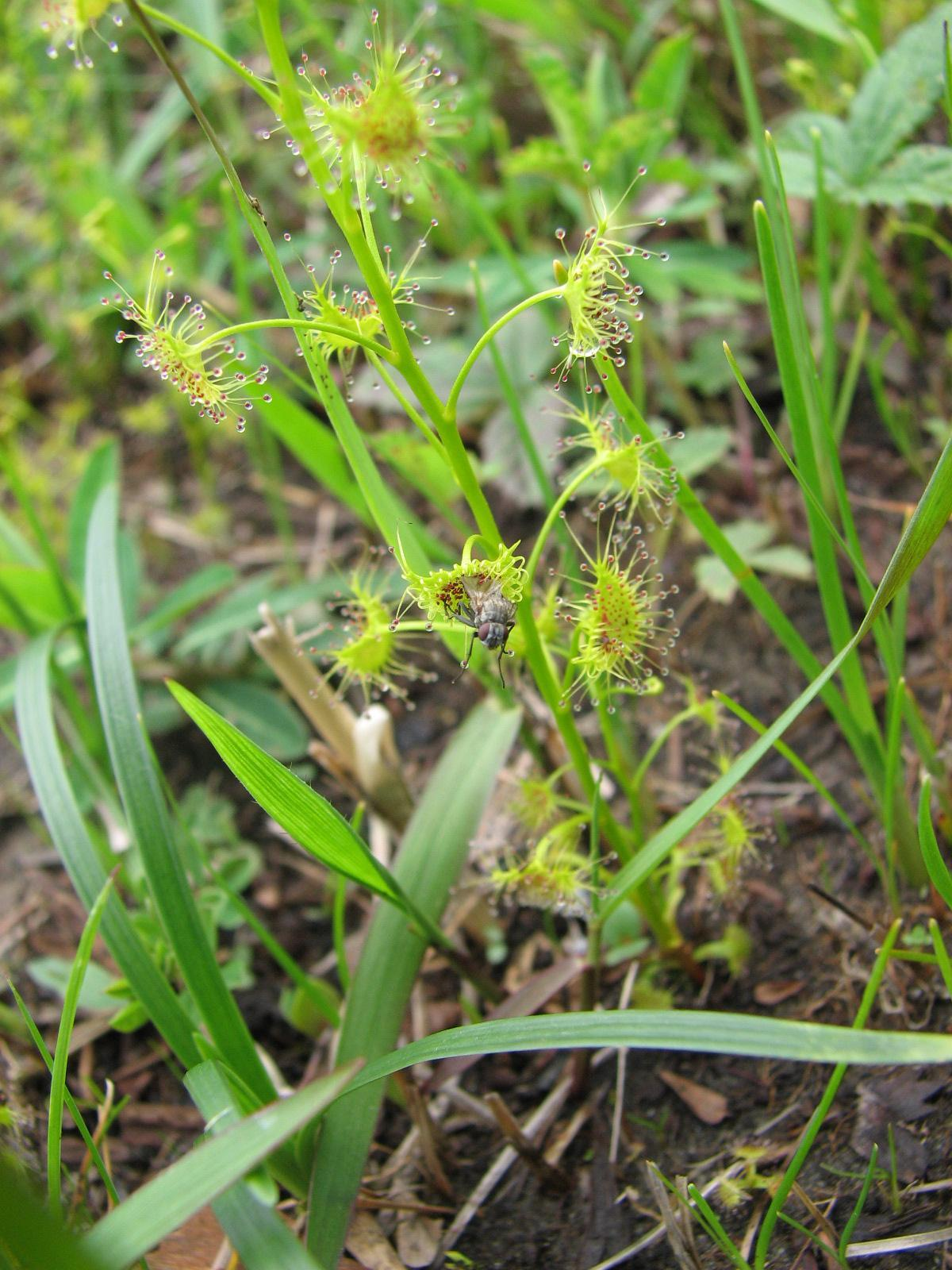
ハエを捕らえたイシモチソウ
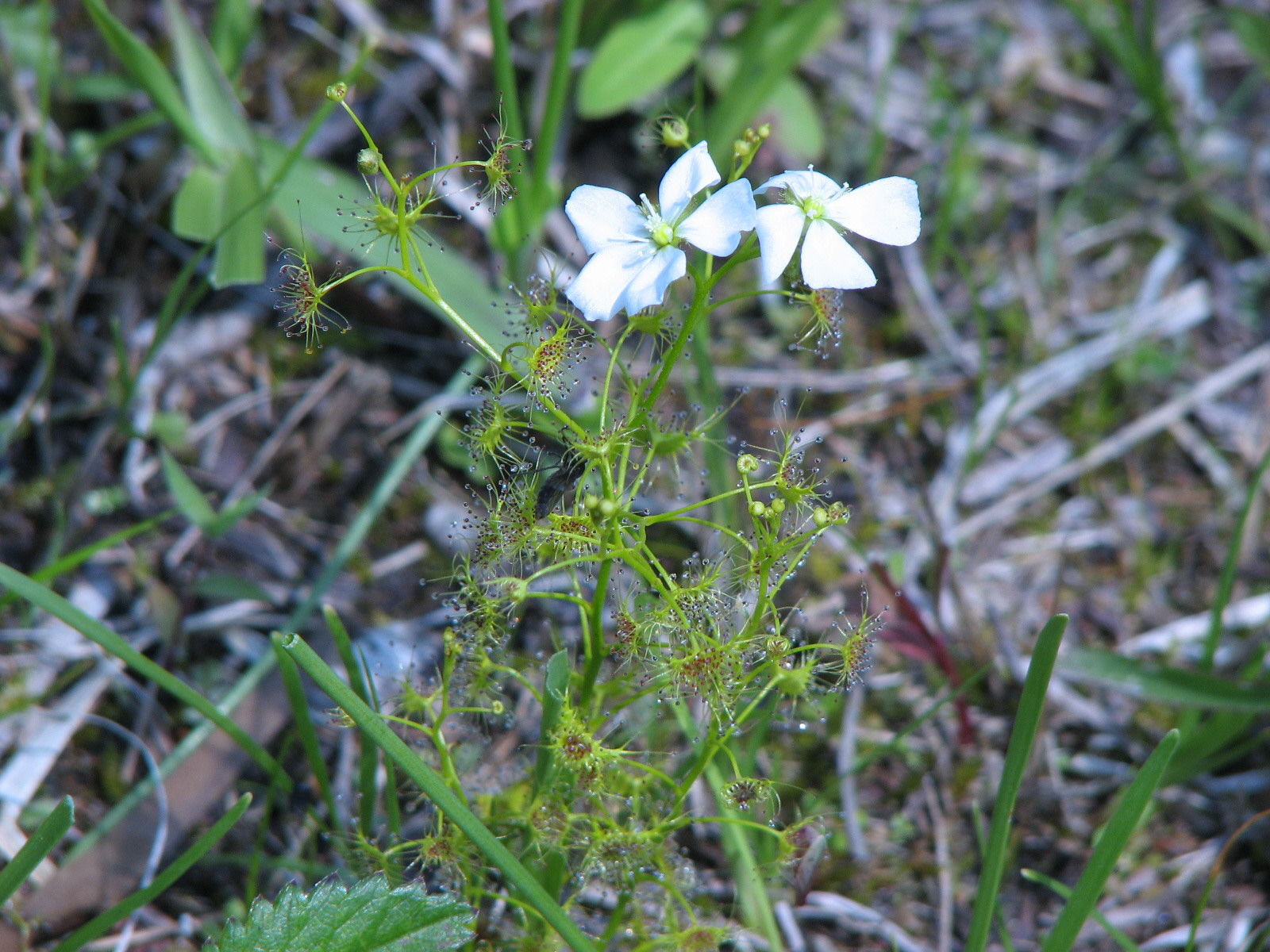
イシモチソウの花（5月）
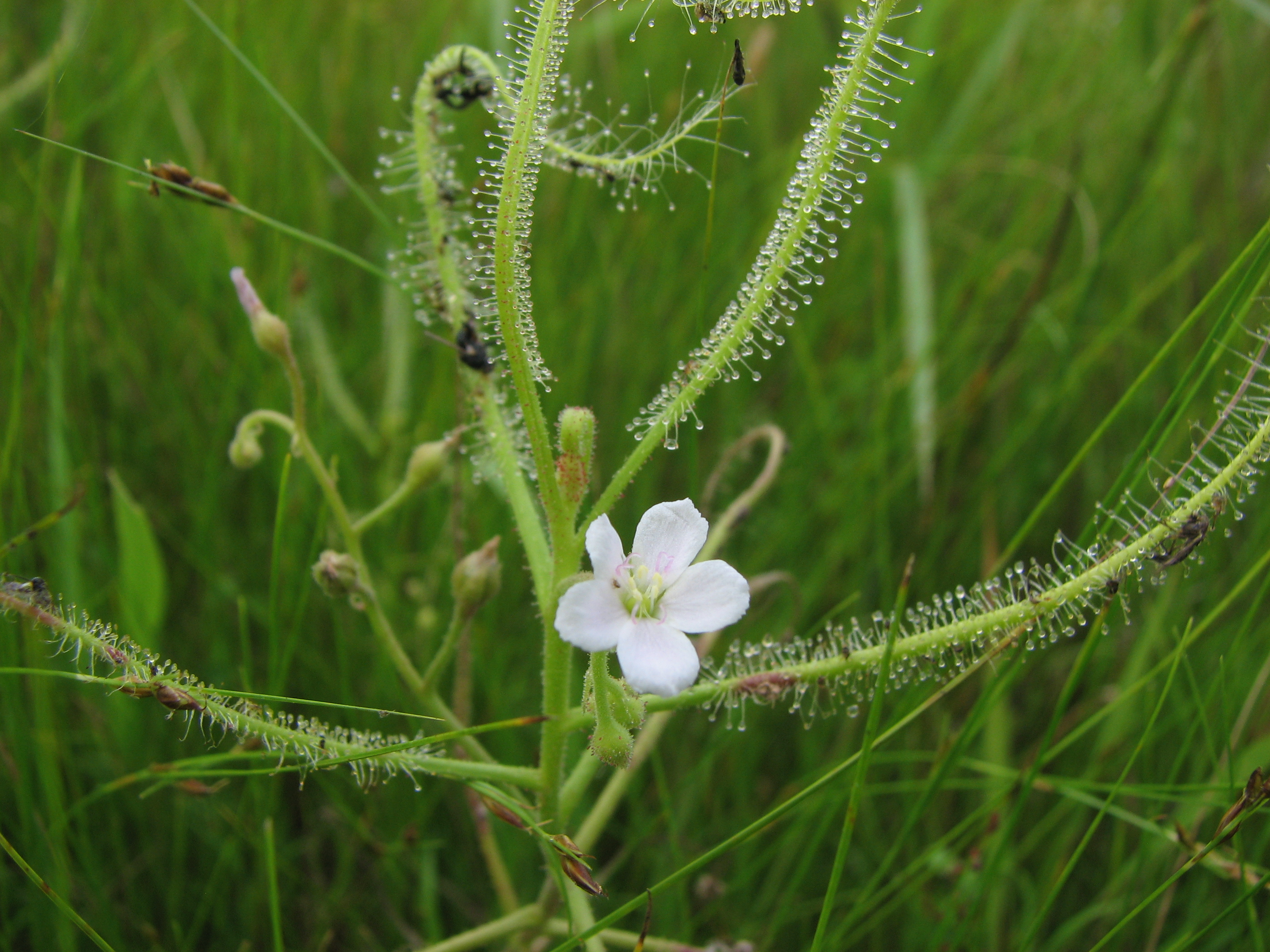
ナガバノイシモチソウ
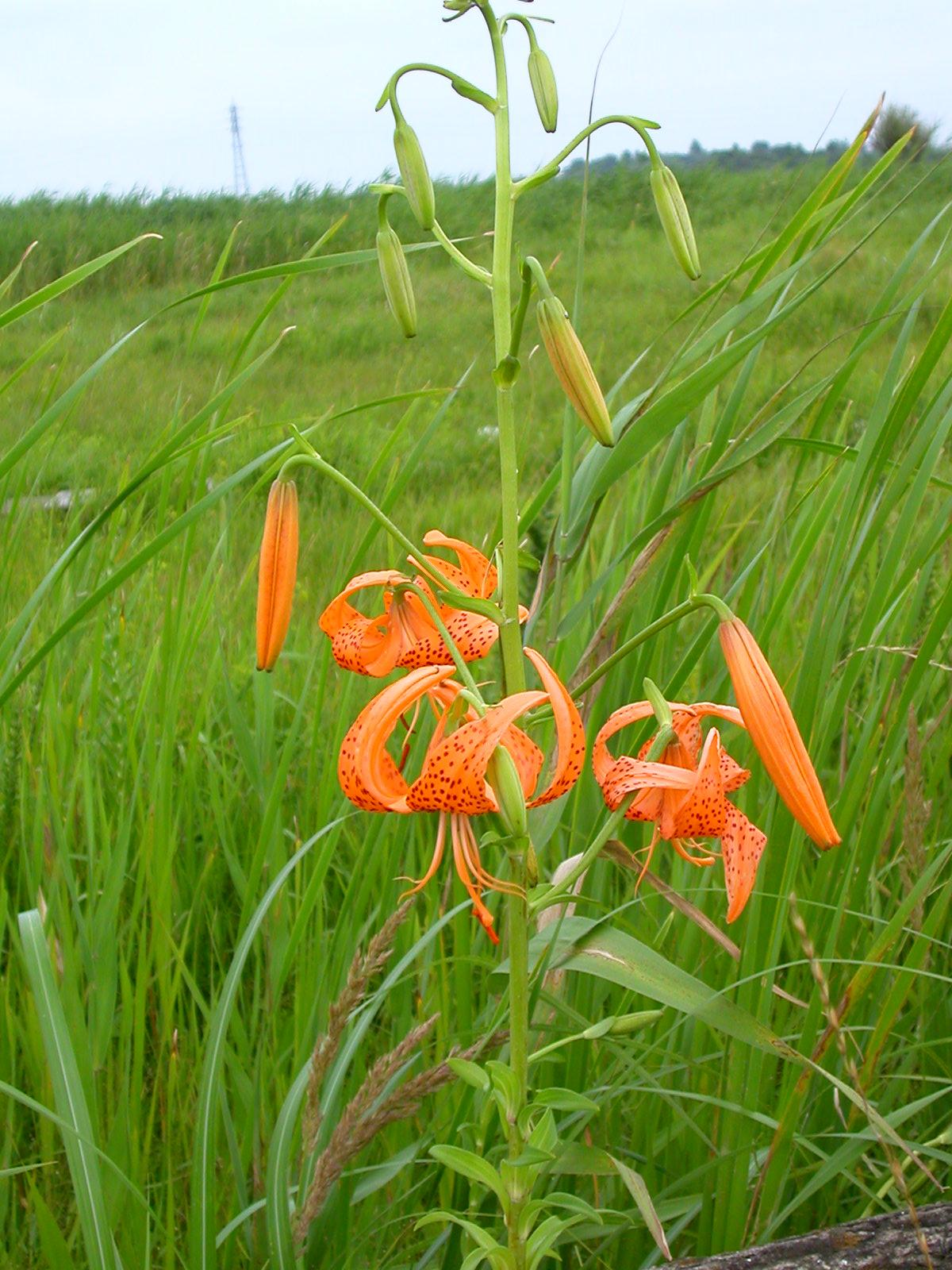
コオニユリ（7月 - 9月）
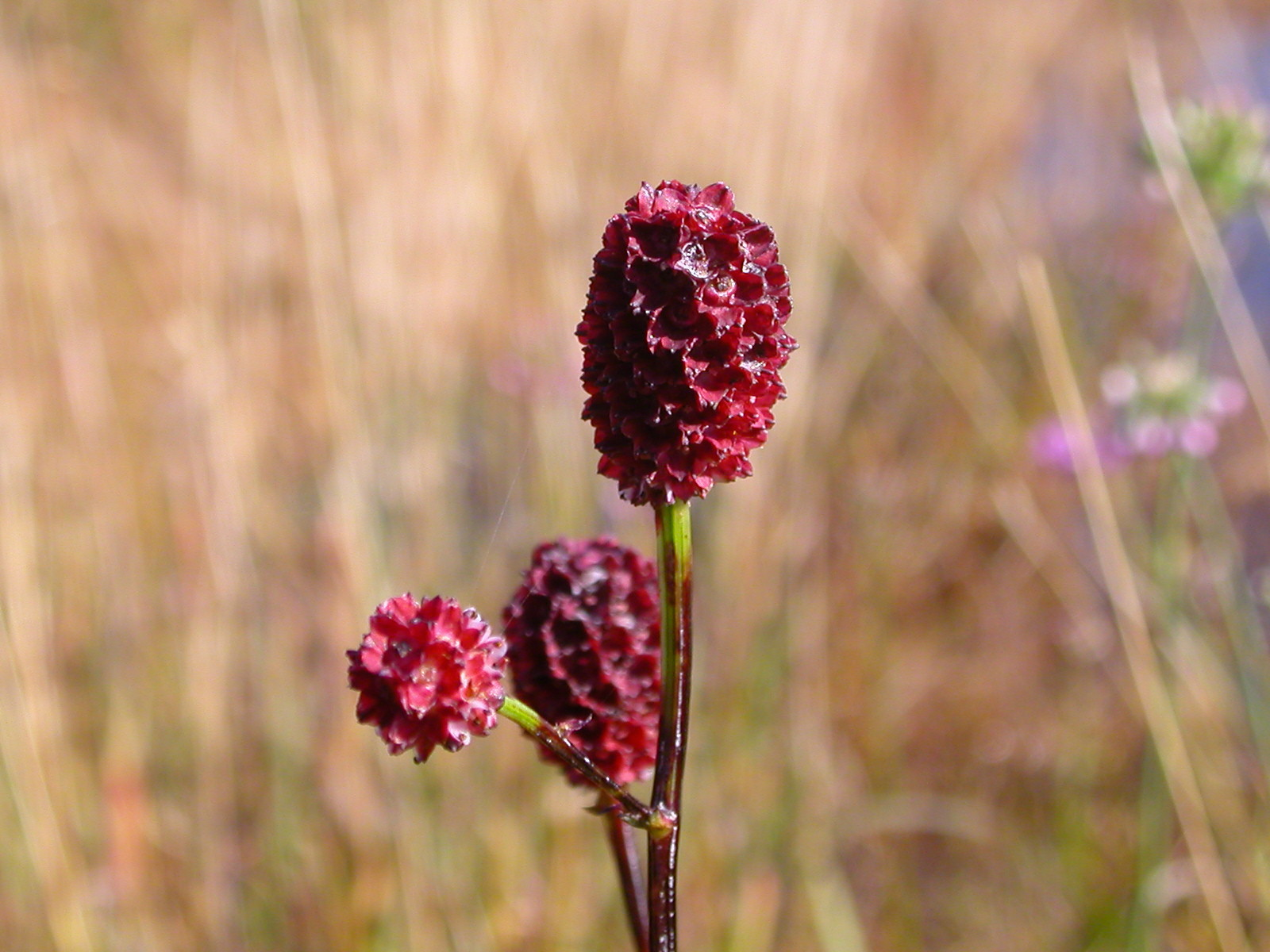
ワレモコウ（8月 - 10月）
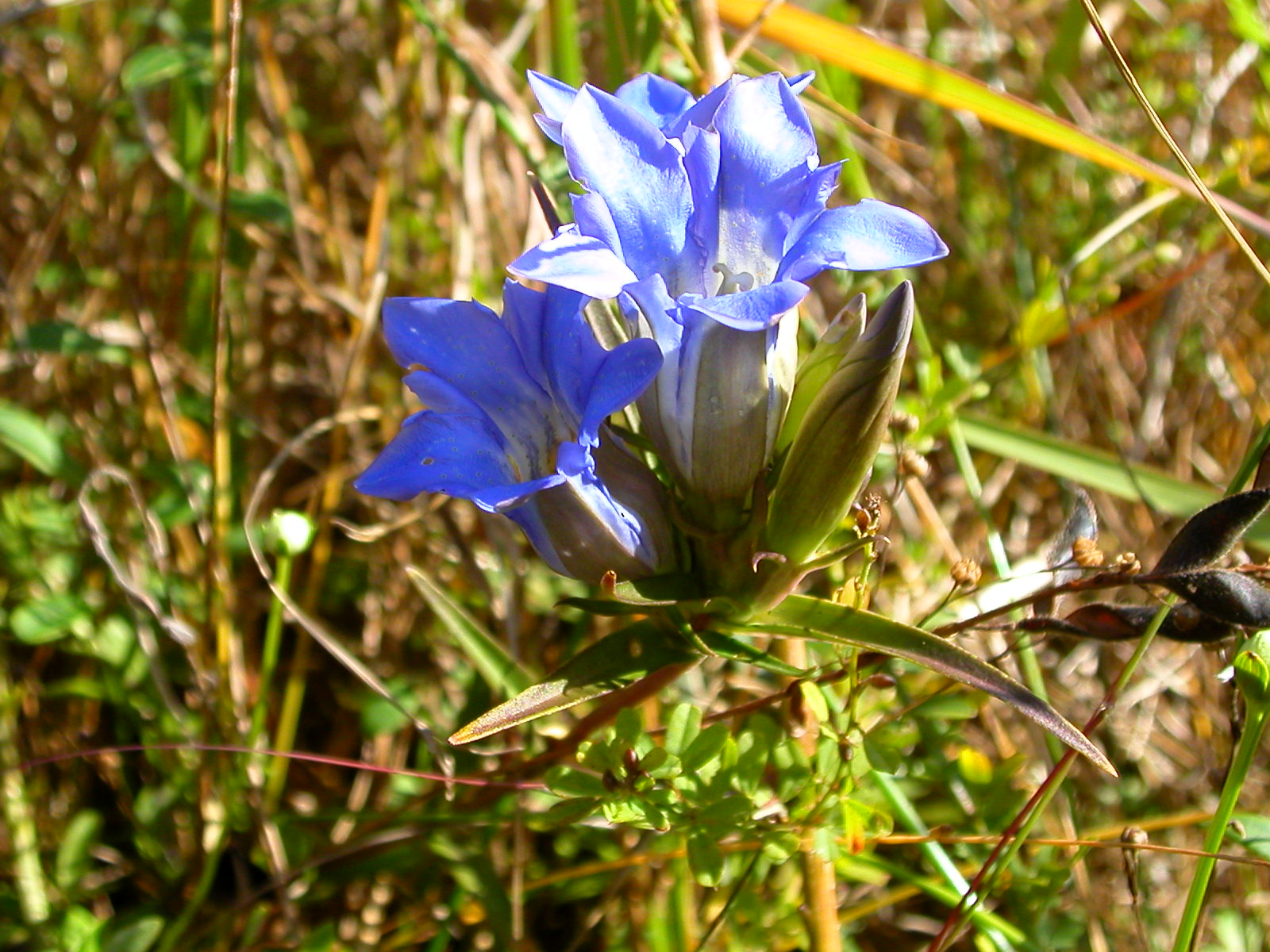
ホソバリンドウ（10月 - 11月）
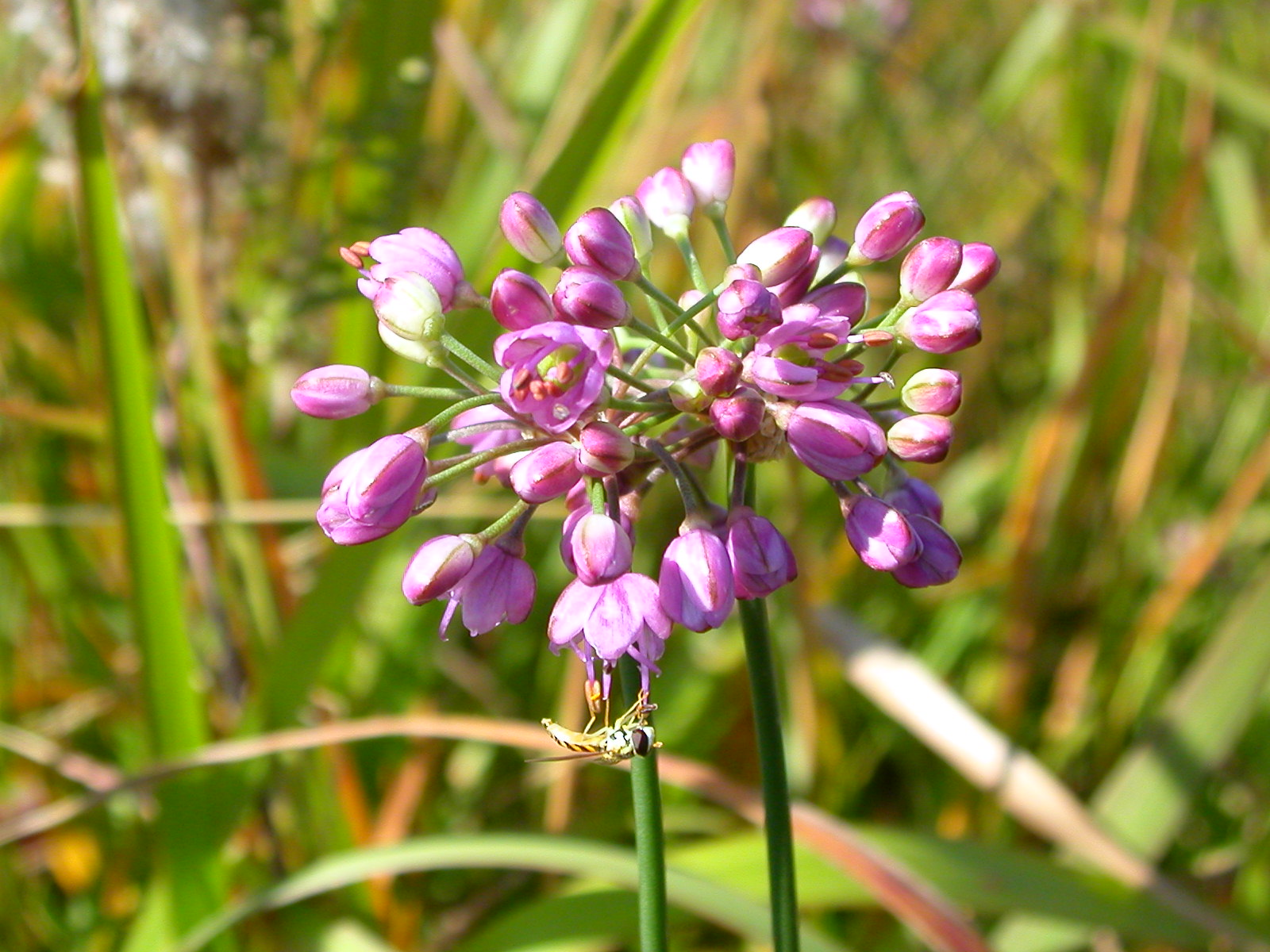
ヤマラッキョウ（9月 - 11月）
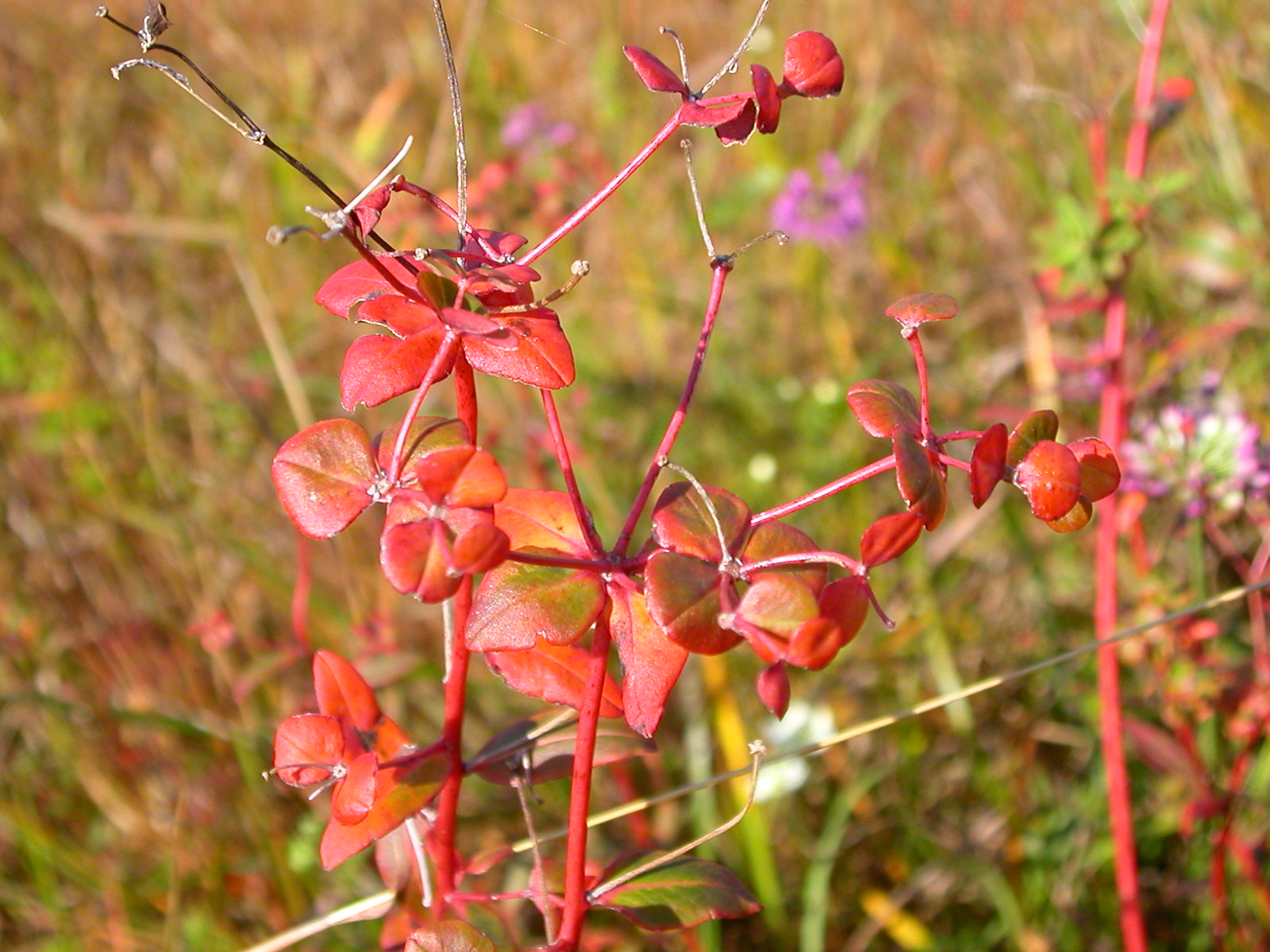
紅葉したタカトウダイ